# Sainte Marthe et les pénitents
Sainte Marthe et les pénitents est une sculpture de bois de tilleul, conservée depuis 1958 à Paris au  musée de Cluny, sous le numéro d'inventaire Cl. 22763. Elle mesure 82 × 32 × 15 cm. De style gothique tardif, elle date des dernières années du XVe siècle ou des toutes premières années du XVIe siècle. 

## Description
Cette sculpture représente sainte Marthe avec son attribut, un seau d'eau bénite qui selon La Légende dorée lui a fait vaincre le dragon qui menaçait la Provence, ce qui signifie que les Provençaux ont été sauvés d'un péril (épidémie ou danger venu de l'eau du fleuve ou de la mer) par l'intercession de cette sainte.
Elle est vêtue à la mode du dernier quart du XVe siècle et du tout début du XVIe siècle avec une robe à taille haute et un voile épais à mentonnière. Elle abrite à droite dans les plis de son manteau à ses pieds sept pénitents au visage recouvert d'une cagoule et agenouillés, implorant sa protection. Ce sont les membres d'une confrérie d'entraide qui se placent sous sa protection. Sainte Marthe est vouée dans l'Évangile aux tâches matérielles. C'est elle qui a accueilli Jésus venu dans sa maison de Béthanie voir son frère Lazare et l'a servi pour son repas, tandis que Marie lui versait du parfum. Marthe est donc implorée au Moyen Âge au secours des nécessiteux, des malades des hospices, des hôtes. Son nom en araméen signifie « maîtresse de maison ».
Cette sculpture faisait partie d'un retable d'autel de dimension moyenne, sans doute de la chapelle de la confrérie qui l'avait commandée. Elle est exemplaire par son expression raffinée de la production des maîtres souabes de Biberach an der Riss.

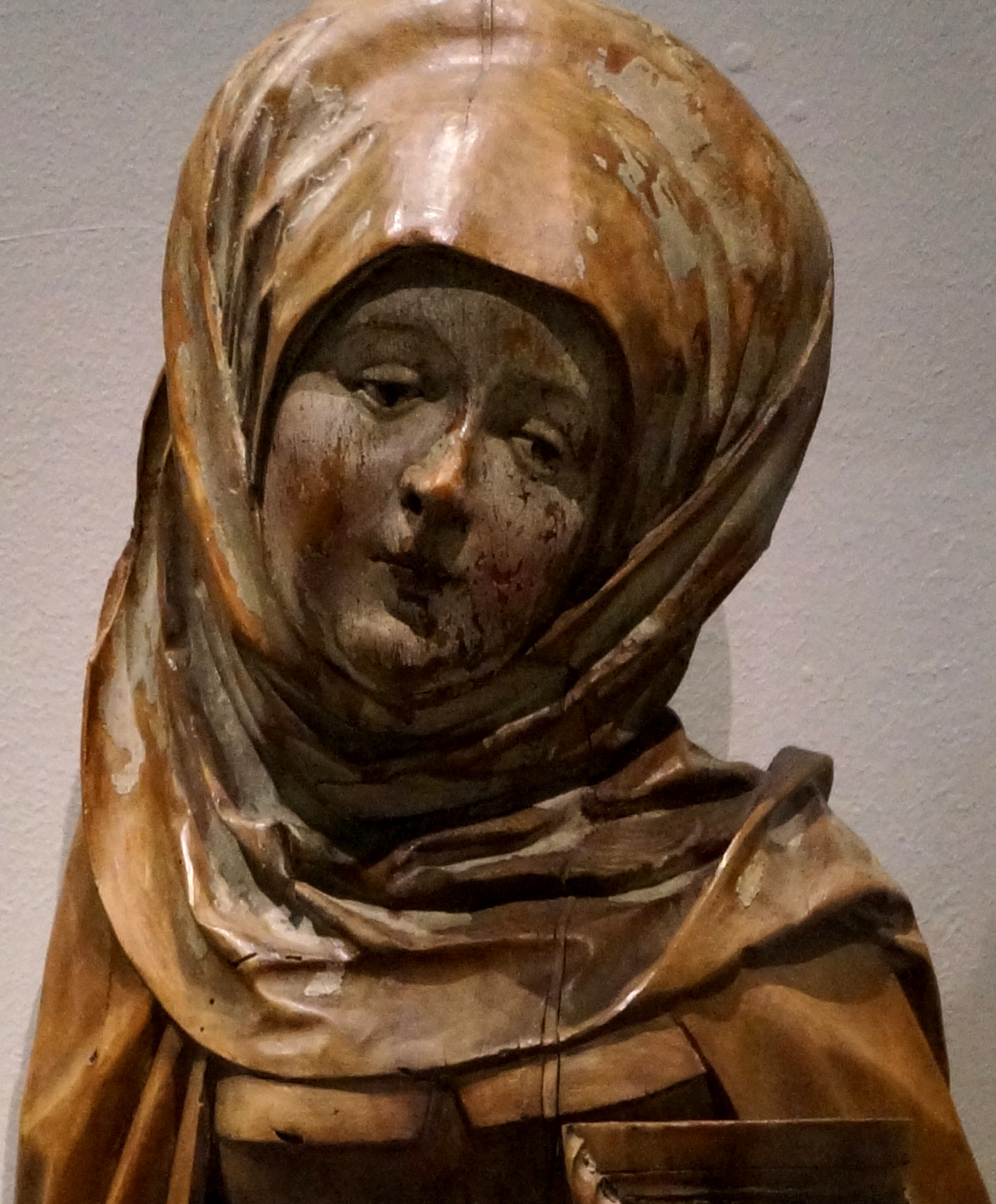
Le visage de sainte Marthe

Des traces de polychromie sont encore visibles : du blanc sur le visage de la sainte, ainsi que des traces sur son voile et les pénitents, du rose pour les joues, du rouge pour les lèvres. On aperçoit aussi du bleu et de l'or dans les plis du manteau et des traces de feuille d'argent sur le seau.